# St.-Laurentius-Kirche (Jänkendorf)

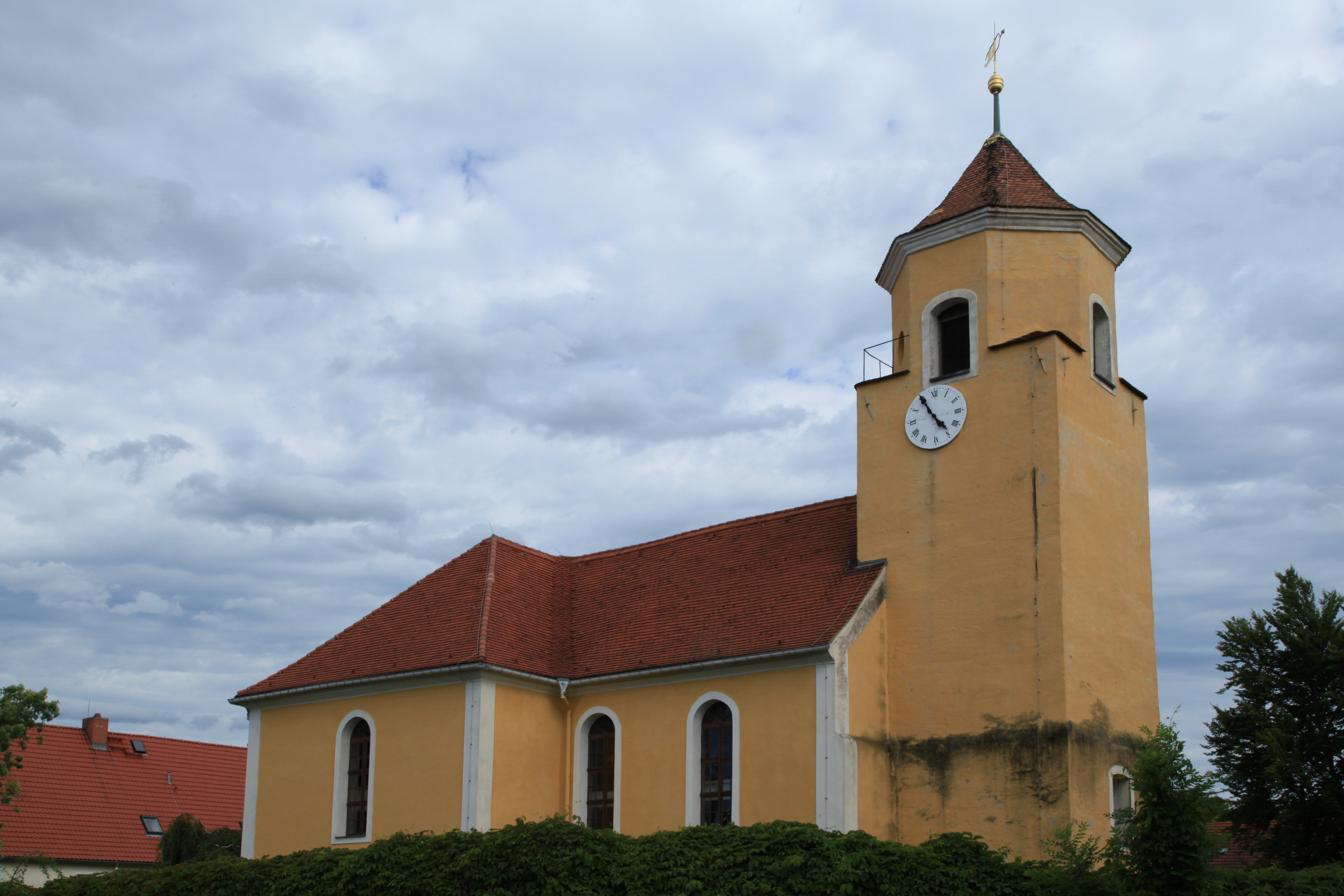
Kirche Jänkendorf (2012)

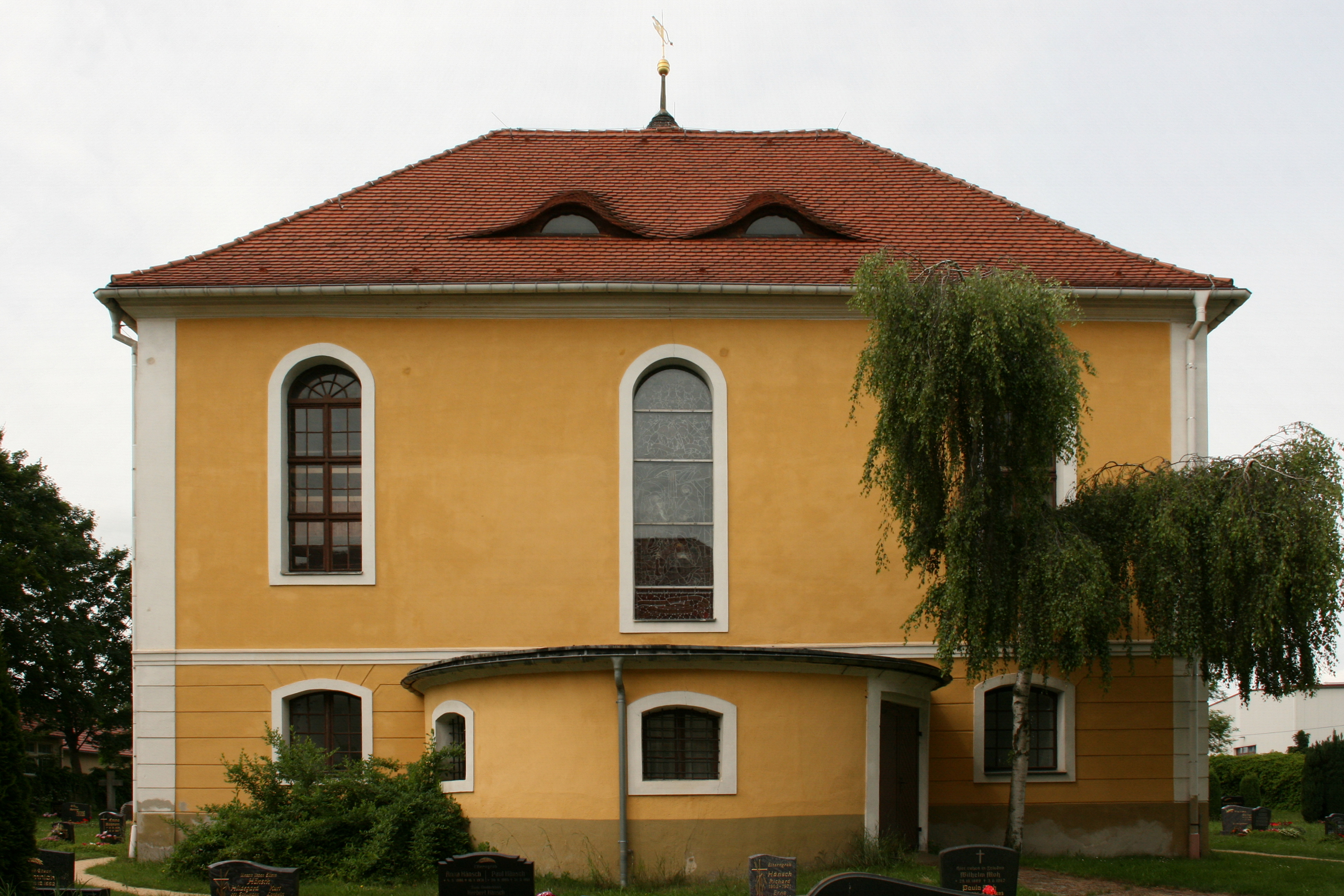
Der Ostschluss der Kirche (2012)

Die St.-Laurentius-Kirche ist das Kirchengebäude im Ortsteil Jänkendorf der Gemeinde Waldhufen im Landkreis Görlitz in der sächsischen Oberlausitz. Es gehört der Kirchengemeinde Jänkendorf-Ullersdorf im Kirchenkreis Schlesische Oberlausitz, der Teil der Evangelischen Kirche Berlin-Brandenburg-schlesische Oberlausitz ist. Die Kirche gilt als bau- und ortsgeschichtlich von Bedeutung und steht unter Denkmalschutz.

## Architektur und Geschichte
Die Jänkendorfer Kirche wird bereits in der Kirchenmatrikel des Bistums Meißen erwähnt und war damals schon dem heiligen Laurentius geweiht. Im Jahr 1725 brach auf dem Jänkendorfer Gut ein Brand aus, der auf die Kirche übergriff und diese zerstörte. Die Kirche wurde in der folgenden Zeit wieder aufgebaut. Aus zwei alten Dachbalken wurde ein Holzkreuz gefertigt, das sich heute in der Kirche befindet. Nach umfangreichen Bau- und Erweiterungsarbeiten wurde die Kirche im November 1801 erneut geweiht. Im Jahr 1901 wurde die Kirche saniert.
Die Kirche hat einen T-förmigen Grundriss und einen quadratischen Westturm mit einem achteckigen Glockengeschoss und Zeltdach. Das Kirchenschiff mit auf beiden Seiten angebauten Logen hat an den Längsseiten jeweils drei große Rundbogenfenster. An der flachen Ostwand ist eine kleine halbrunde Sakristei angebaut. Im Untergeschoss liegen dort kleine segmentbogige Fenster und in den oberen Geschossen drei Rundbogenfenster, wobei das mittlere Fenster größer ist als die beiden anderen. Das über der Ostwand abgewalmte Dach hat zwei Fledermausgauben. Das Westportal im Turm ist spitzbogig, die südliche Loge ist durch ein Segmentbogenportal zugänglich.

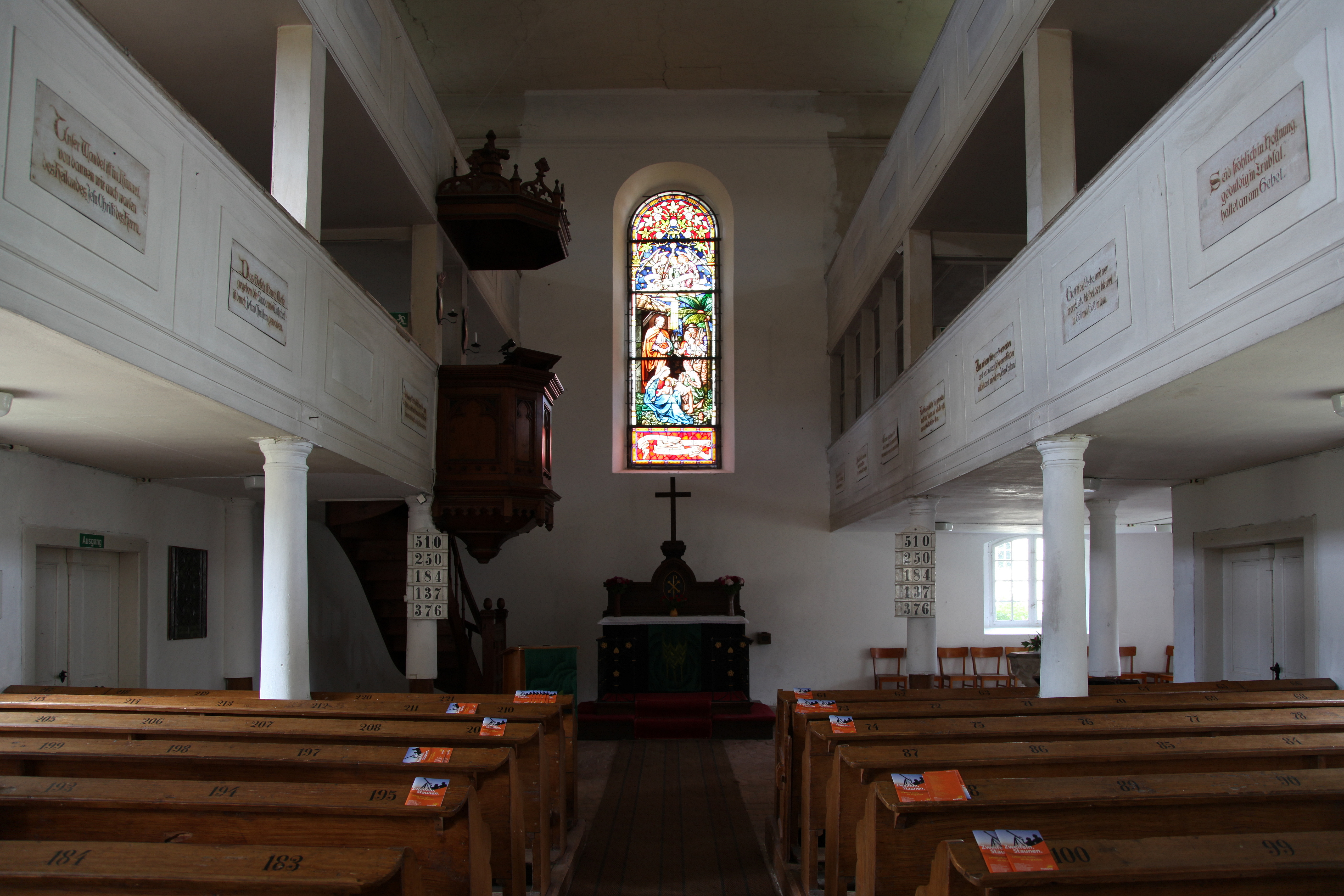
Blick aus dem Kirchenschiff zum Altarraum (2012)

Der Innenraum der Kirche ist schlicht im Stil des Klassizismus gehalten. Die doppelgeschossige Empore ist an drei Seiten umlaufend. Die Brüstungsfelder sind teilweise mit Bibelversen versehen. Die schlichte Ausstattung wurde größtenteils während des Kirchenumbaus im Jahr 1901 angefertigt.

## Kirchengemeinde
Ullersdorf ist eine Filialkirche von Jänkendorf und war vor der Reformation dem Sedes Reichenbach unterstellt. Etwa 1540 wurden Ullersdorf und Jänkendorf reformiert. Neben den Einwohnern von Jänkendorf gehen noch die Bewohner der Siedlung Jänkendorf Schäferei in die Jänkendorfer Kirche. Bis 2007 gehörte Jänkendorf zum Kirchenkreis Niesky, der mit den Kirchenkreisen Görlitz und Weißwasser zum Kirchenkreis Niederschlesische Oberlausitz fusionierte. Dieser ging am 1. Januar 2014 im neuen Kirchenkreis Schlesische Oberlausitz auf.